# Fraila Verde
Fraila Verde es una variedad cultivar de ciruelo (Prunus domestica), de las denominadas ciruelas europeas, una variedad de ciruela oriunda de la comunidad autónoma de Aragón, en la zona de la comarca de la Hoya de Huesca, en la provincia de Zaragoza. 
Fruta de tamaño mediano, con piel de color verde oliváceo o ceniciento con zonas más verdes como transparentes, sin chapa o a lo sumo manchas rojizas o castañas, punteado muy abundante de dos tipos, y pulpa de color amarillo verdosa, dorada, transparente, textura medio firme, tierna, algo crujiente, medianamente jugosa, y sabor muy dulce, almibarado, muy bueno.

## Historia
'Fraila Verde' variedad de ciruela local cuyos orígenes se sitúan en la zona de la comarca de la Hoya de Huesca, comunidad autónoma de Aragón, en la provincia de Zaragoza.
'Fraila Verde' está cultivada en el Banco de germoplasma de cultivos vivos de la Estación experimental Aula Dei de Zaragoza. Está considerada incluida en las variedades locales autóctonas muy antiguas, cuyo cultivo se centraba en comarcas muy definidas, que se caracterizan por su buena adaptación a sus ecosistemas, y podrían tener interés genético en virtud de su características organolepticas y resistencia a enfermedades, con vista a mejorar a otras variedades.

## Características
'Fraila Verde' árbol de porte extenso, vigoroso, erguido, muy fértil y resistente. Las flores deben aclararse mucho para que los frutos alcancen un calibre más grueso. Tiene un tiempo de floración que comienza a partir del 16 de abril con el 10% de floración, para el 20 de abril tiene una floración completa (80%), y para el 29 de abril tiene un 90% de caída de pétalos.
'Fraila Verde' tiene una talla de tamaño mediano, de forma elíptico alargada, estrechándose hacia el polo peduncular, a veces formando un ligero cuello, ventruda, con ligera asimetría, presentando sutura de color verde grisáceo indefinido, transparente, superficial en toda su longitud;epidermis gruesa y fuerte, ácida, pruina muy abundante grisácea, no se aprecia pubescencia, piel de color verde
oliváceo o ceniciento con zonas más verdes como transparentes, sin chapa o a lo sumo manchas rojizas o castañas, punteado muy abundante de dos tipos, muy menudo, diminuto y casi imperceptible repartido por todo el fruto y los otros de tamaño variable, cobrizos, como pequeñas cicatrices, más espaciados; Pedúnculo de longitud muy largo, fino, leñoso, muy pubescente, fuertemente adherido al fruto, insertado en una cavidad peduncular sumamente estrecha, casi superficial, oblicua; pulpa amarillo verdosa, dorada, transparente, textura medio firme, tierna, algo crujiente, medianamente jugosa, y sabor muy dulce, almibarado, muy bueno.
Hueso adherente solo en caras laterales. Tamaño mediano. Muy largo, deprimido, muy asimétrico, con cuello, surcos poco acentuados, superficie arenosa.
Su tiempo de recogida de cosecha se inicia en su maduración durante la primera decena del mes de septiembre.

## Usos
Las ciruelas 'Fraila Verde' se comen crudas de fruta fresca en mesa, y también se transforma en mermeladas, almíbar de frutas o compotas para su mejor aprovechamiento.

## Cultivo
Autofértil, es una muy buena variedad polinizadora de todos los demás ciruelos.